# Школа № 149 имени Героя Советского Союза Ю. Н. Зыкова
Государственное бюджетное общеобразовательное учреждение города Москвы «Школа № 149 имени Героя Советского Союза Ю. Н. Зыкова» — общеобразовательное учреждение, расположенное в районе Сокол Северного административного округа Москвы.

## История
Основана решением Президиума Московского Совета РК и КД от 20 марта 1935 году. Школа № 149 была основана рядом с посёлком «Сокол» по адресу: улица Врубеля, дом 4. Автор проекта — архитектор Е. Л. Иохелес. Изначально в школе было открыто 40 классов на 1613 учащихся. Первым директором школы был назначен  Иван Михайлович Кузнецов  (25.10.1884 - 06.05.1938). На тот момент это было самое высокое здание в округе.
С июля 1941 по июль 1943 гг. в здании школы размещался госпиталь, комендантом которого была Комарова Клавдия Михайловна, ставшая впоследствии, в 1943 г., директором школы. Комарова К. М. являлась депутатом районного совета, была награждена правительственными наградами. Её педагогический стаж составил 39 лет. За годы её работы в школе были оборудованы столярная и слесарная мастерские, кабинеты машиноведения и электротехники, создан учебно-опытный участок для проведения практических работ по биологии.
В соответствии с Постановлением Совета Народных Комиссаров СССР № 789 от 19.07.1943 года в Москве было введено раздельное обучение. В этой связи школе № 149 был присвоен статус «Женская», в ней учились только девочки. А мальчикам приходилось ездить к станции метро «Аэропорт» в «Мужскую» школу" (ныне это школа № 152). В 1953 году раздельное обучение в Москве было упразднено.
После начала Великой Отечественной войны многие ученики старших классов отправились на фронт, 36 из них не вернулись. Среди погибших был Герой Советского Союза лётчик Ю. Н. Зыков. У его могилы на Новодевичьем кладбище в Москве ежегодно лучшие ученики школы, в дни празднования Победы в Великой Отечественной войне, участвуют в Вахте Памяти. На протяжении нескольких десятилетий школьники шефствуют над могилой Героя.
В 1986 году родители, учителя, директор школы Капустина Елизавета Григорьевна обратились к руководству города с просьбой о строительстве нового здания в связи с тем, что в школе обучалось более 900 учащихся в 2 смены. И в 1990 году по адресу: улица Врубеля, дом 6, было построено новое большое, светлое, красивое здание. В старом здании школы разместился главный офис издательского дома «Коммерсантъ». Школа представляла собой многопрофильное адаптивное учебное заведение, в котором функционировали гуманитарные, технические, гимназические, профильные, коррекционно-развивающие, общеобразовательные классы. Таким образом, была создана модель многопрофильной школы. Идея новой модели школы принадлежала директору, заслуженному учителю РФ Шматовой Наталье Иннокентьевне.
В 1996 году школе присуждён грант Наблюдательного совета Международной Соросовской программы образования, что явилось актом признания творческих заслуг педагогического коллектива.
В 1999 году школа стала победителем конкурса «Школа года».
С 2001 года — постоянный участник выставок «Дни московского образования» на ВВЦ.
В 2003 году развитие школы получило мощный стимул благодаря включению в городской эксперимент по различным темам.
В 2004 году школа стала победителем смотра-конкурса образовательных учреждений всех видов и типов в номинации «Лучшая школа».
С декабря 2005 по 2014 годы школа № 149 имела статус «Школа здоровья», то есть там уделялось большое внимание физическому здоровью детей. Это период внедрения новых образовательных технологий, прежде всего здоровьесберегающих. Школой накоплен опыт формирования здоровьесберегающего пространства. Расширена сеть экспериментальных площадок (3 городские экспериментальные площадки). Активно развивается сотрудничество школы с научными, образовательными, медицинскими организациями-партнёрами. В 2007 году школа № 149 оказалась в числе победителей национального проекта «Образование» и получила грант президента России.
В 2013 году вошла в число 400 лучших школ Москвы.
С 2011 года школа участвует в пилотном проекте правительства Москвы по развитию общего образования. В 2014 году школа прошла реорганизацию в форме слияния с двумя образовательными организациями:
— ГБОУ детский сад № 1845 (ул. Левитана, д. 5А);
ГБОУ Центр развития ребёнка — детский сад № 716 (ул. Левитана, д. 3А.). В результате сформировался образовательный комплекс, который получил название: Государственное бюджетное общеобразовательное учреждение города Москвы «Школа № 149».
Школа вносила и вносит значительный вклад в развитие образования города Москвы и славится стабильными высокими результатами обучения. Школьники активно участвуют и побеждают в различных конкурсах и олимпиадах международного, регионального и городского уровня. Школа традиционно выпускает медалистов (79 выпускников за последние 15 лет). Все эти годы школа делилась опытом работы, проводя семинары для учителей и руководителей школ округа, города и России по актуальным проблемам образования. Система дополнительного образования способствует реализации целей и задач школы, формированию коммуникативных навыков, выбору жизненных ценностей. В школе сформированы объединения дополнительного образования по разным направленностям, организована клубная деятельность. Проходят занятия по спортивным бальным танцам, изобразительному искусству, рукоделию, волейболу, футболу, бадминтону, большому теннису. Функционирует телецентр. На данный момент система дополнительного образования насчитывает 42 объединения.
В 2015 году при активном содействии директора Алексея Николаевича Ларина школе 149 присвоено имя Героя Советского Союза лётчика Ю. Н. Зыкова,выпускника школы.

## Школьный музей
7 мая 1965 года был открыт музей истории школы, составной частью которого стала мемориальная экспозиция памяти
Ю. Н. Зыкова, чьё имя носила пионерская дружина. За годы существования музей пополнился личными вещами, фотографиями из семейного архива семьи Зыковых и других выпускников школы.
В настоящее время экспозиция музея рассказывает об истории школы, её выпускниках, жизни и боевом пути Ю. Н. Зыкова, истории Великой Отечественной войны и посёлка «Сокол». Регулярно оформляются сменные экспозиции, проводятся экскурсии для учащихся школы, жителей района, проходят тематические конференции, встречи с ветеранами Великой Отечественной войны и труда, офицерами Вооружённых сил РФ. Многолетняя дружба связывает коллектив школы с Советом ветеранов посёлка «Сокол».